# Le Plessier-sur-Saint-Just
Le Plessier-sur-Saint-Just település Franciaországban, Oise megyében. Lakosainak száma 539 fő (2022. január 1.). Le Plessier-sur-Saint-Just Angivillers, Lieuvillers, Plainval, Ravenel, Saint-Just-en-Chaussée és Valescourt községekkel határos.

## Népesség
A település népességének változása:
| Lakosok száma | 503  | 510  | 511  | 514  | 521  | 528  | 532  | 533  | 539  |
|               | 2013 | 2015 | 2016 | 2017 | 2018 | 2019 | 2020 | 2021 | 2022 |